# Algaida
Algaida là một đô thị trong cộng đồng tự trị quân đảo Baleares, Tây Ban Nha. Diện tích 89.70 km², dân số 4.528 người (2005).

## Dân số
| Biến động dân số từ năm 1900 đến năm 2007 | Biến động dân số từ năm 1900 đến năm 2007 | Biến động dân số từ năm 1900 đến năm 2007 | Biến động dân số từ năm 1900 đến năm 2007 | Biến động dân số từ năm 1900 đến năm 2007 | Biến động dân số từ năm 1900 đến năm 2007 | Biến động dân số từ năm 1900 đến năm 2007 | Biến động dân số từ năm 1900 đến năm 2007 | Biến động dân số từ năm 1900 đến năm 2007 | Biến động dân số từ năm 1900 đến năm 2007 | Biến động dân số từ năm 1900 đến năm 2007 | Biến động dân số từ năm 1900 đến năm 2007 |       |
| ----------------------------------------- | ----------------------------------------- | ----------------------------------------- | ----------------------------------------- | ----------------------------------------- | ----------------------------------------- | ----------------------------------------- | ----------------------------------------- | ----------------------------------------- | ----------------------------------------- | ----------------------------------------- | ----------------------------------------- | ----- |
| 1900                                      | 1910                                      | 1920                                      | 1930                                      | 1940                                      | 1950                                      | 1960                                      | 1970                                      | 1981                                      | 1991                                      | 2001                                      | 2005                                      | 2007  |
| 4.084                                     | 4.092                                     | 3.918                                     | 4.096                                     | 3.854                                     | 3.892                                     | 3.666                                     | 3.224                                     | 2.794                                     | 3.157                                     | 3.749                                     | 4.258                                     | 4.527 |